# Pedra (ort)
Pedra är en ort i Brasilien.   Den ligger i kommunen Pedra och delstaten Pernambuco, i den östra delen av landet, 1 400 km nordost om huvudstaden Brasília. Pedra ligger 614 meter över havet och antalet invånare är 11 196.
Terrängen runt Pedra är kuperad norrut, men söderut är den platt. Terrängen runt Pedra sluttar söderut. Närmaste större samhälle är Arcoverde, 15,1 km nordväst om Pedra.
Omgivningarna runt Pedra är huvudsakligen savann. Runt Pedra är det ganska tätbefolkat, med 52 invånare per kvadratkilometer.